# Cantó de Nogent
El cantó de Nogent és un cantó francès del departament de l'Alt Marne, situat al districte de Chaumont. Té 16 municipis i el cap és Nogent.

## Municipis
- Ageville
- Biesles
- Esnouveaux
- Is-en-Bassigny
- Lanques-sur-Rognon
- Louvières
- Mandres-la-Côte
- Marnay-sur-Marne
- Ninville
- Nogent
- Poinson-lès-Nogent
- Poulangy
- Sarcey
- Thivet
- Vesaignes-sur-Marne
- Vitry-lès-Nogent

## Història
| Data d'elecció                           | Identitat          | Partit                                  | Qualitat |
| ---------------------------------------- | ------------------ | --------------------------------------- | -------- |
| 1945-1951                                | M. Collignon       | SFIO                                    |          |
| 1951-1976                                | Joseph Champion    | RPF, després divers droite              |          |
| 1976-2001                                | Robert Henry       | Divers droite, després UDF, després RPR |          |
| 2001-2009                                | Michel Brocard     | Divers droite                           |          |
| 2009-                                    | Anne-Marie Nédelec | Divers droite                           |          |
| les dades anteriors no són pas conegudes |                    |                                         |          |
|                                          |                    |                                         |          |

## Demografia
| A partir de 1990: Població sense dobles comptes |